# La Colilla
La Colilla är en ort i Spanien.   Den ligger i provinsen Provincia de Ávila och regionen Kastilien och Leon, i den centrala delen av landet, 90 km väster om huvudstaden Madrid. La Colilla ligger 1 134 meter över havet och antalet invånare är 270.
Terrängen runt La Colilla är platt åt nordost, men åt sydväst är den kuperad. Runt La Colilla är det ganska glesbefolkat, med 48 invånare per kvadratkilometer. Närmaste större samhälle är Ávila, 5,7 km öster om La Colilla. Trakten runt La Colilla består till största delen av jordbruksmark.